# Mazzerisme
El mazzerisme és una pràctica endevinatòria de tipus folklòric, probable patrimoni del xamanisme, per al qual en algunes famílies de l'illa de Còrsega, alguns individus es consideren titulars de qualitats inusuals. Entre aquestes qualitats hi ha la facultat de bilocar-se durant el son; la persona dormida es troba simultàniament en una situació de caça on ell mateix caça i mata animals. Els qui posseeixen les qualitat inusuals del mazzerisme s'anomenen mazzero (en plural mazzeri). També s'anomenen caçadors d'ànimes o missatgers de la mort.

## Etimologia
El terme mazzero evoluciona del terme mactator, una substantivació del verb llatí mactare (matar). Té cert paral·lelisme amb la paraula del castellà, matador, el qual, precisament en la realitat i no pas en somnis, mata un animal. Els mazzeri tenen diferents noms a Còrsega, depenent de la zona: culpadore (Figari), acciacatore, mazzeru (Gualdariccio), lanceri (Sartène), nuttambuli o sunnambuli (Appietto), murtulaghj (Marignana). En algunes d'aquestes zones, es refereixen als murtulaghj com a homes que apareixen en els somnis per anunciar la mort.

## Elsmazzeri

### Orígens
Aquestes figures probablement es remunten a un període anterior a la religió megalítica, la dels caçadors-recol·lectors. De fet, el vincle místic entre la víctima i el mazzero segueix molt el que hauria existit en el període pre-Neolític entre el caçador i la seva presa. El mazzerisme també ofereix moltes idees en comú amb el xamanisme. Fins i tot en moltes tribus disperses del món que subsisteixen amb la caça, hi ha un estat místic comparable al mazzerisme cors.

### Característiques
Els mazzeri poden caçar individualment o col·lectiva. Sovint, el mazzero pot prendre la forma d'un animal: un gos, un gat o un corb. El mazzero gaudeix a la societat d'una reputació ambivalent, fins i tot si fa una vida normal entre la gent del poble és considerat com un ésser sobrenatural, com un vincle entre la vida després de la mort i el món dels vius. Se sol dir que intimar amb un o més mazzeri és perillós, ja que atrauen el seu suposat amic a un indret de foscor i mort convertint-lo en una potencial presa de caça. Es diu que el triat pel mazzero es fa absent, somiador, amant de la soledat i també comença a manifestar visions profètiques. La seva depressió i tristesa es deuen, probablement, a la consciència de ser un instrument de mort. A la vida quotidiana, els mazzeri són éssers tranquils.

### Les caces
L'arma preferida d'un mazzero és un bastó pesat, anomenat mazza, però, amb el progrés cultural, també poden utilitzar la pistola, la llança, la destral, la daga, les navalles i fins i tot l'asfòdel, l'arma utilitzada en les lluites entre dos pobles diferents. La caça es realitza a les zones frontereres i als llocs més salvatges; que són els seus llocs preferits. La caça es produeix mitjançant emboscades i segueix el mateix patró de caça tradicional: a prop dels punts d'aigua, en llocs sense cultivar, salvatges i impenetrables. L'aigua també és el lloc preferit dels esperits, dels morts que no han expiat els seus pecats, aquests esperits estan relacionats amb els mazzero. Una vegada que l'animal és assassinat, aquest es gira d'esquenes i la seva cara es transforma en la cara d'alguna persona viva al món real, que generalment pertany al context social del mazzero. La persona reconeguda, encara que no pugui morir en els tres dies següents, morirà infal·liblement a la conclusió d'un any de caça. Si durant la caça només es ferís l'animal, es diu que la persona tindrà un accident simple o caurà malament. Les parts que es veuen afectades en la caça seran les mateixes que les que afecten l'accident o la malaltia. No obstant això, la funció del mazzerisme també pot ser útil, ja que poden invertir la tendència a favor de la persona reconeguda en la cacera.